# Assistente (software)

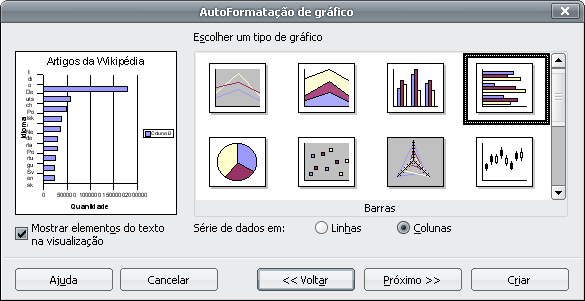
Assistente para criação de gráficos do OpenOffice.org Calc

Assistente ou Wizard é um padrão de projeto de software amplamente utilizado em interface gráfica do usuário para prover um meio simples de realizar tarefas complexas em sistemas computacionais, através de um esquema passo-a-passo. Em alguns softwares de código aberto é conhecido como Druida.

## Objetivo
Seu objetivo é diminuir a grande quantidade de validações simultâneas em uma única tela de um software, evitando que o usuário tenha que preencher diversas informações e submeter ao sistema para que seja validado, sendo que uma pequena parcela dessas informações pode inviabilizar o processo. A solução é dividir a interação do usuário com o sistema em pequenas etapas guiadas, promovendo as validações necessárias entre cada etapa e proporcionando ao usuário ajuda para interação com cada tela provida pelo sistema.
existem programas como a siri da apple e a ana assistente virtual da blase

## Utilização
Sua forma de utilização se resume em uma série de etapas tendo, cada uma, opções que podem ser escolhidas pelos usuários até que se chegue em uma tela final. É comumente utilizado na hora da instalação de softwares, onde o usuário interage com o instalador em diversas telas onde após preencher um conjunto de informações requeridas para a continuidade da instalação clica em prosseguir.
Na internet, nos deparamos com este padrão sempre que tentamos nos cadastrar em algum site que exija maior rigor no seu cadastro ou desejamos efetuar alguma compra on-line. O formulário de cadastro que geralmente se divide em diversas etapas, como por exemplo, na hora em que finalizamos uma compra somos submetidos a uma tela para confirmar o pedido, após uma tela para indicarmos a forma de pagamento.
O uso de assistentes facilitou e popularizou a instalação de softwares em sistemas operacionais como o Microsoft Windows, sendo muitas vezes ignoradas as etapas devido ao costume de pressionar uma série de botões Avançar até que se chegue a opção Concluir. Devido a isto, muitos softwares que contém spywares/adwares opcionais os instalam se aproveitando da inocência ou ignorância dos usuários.